# Alois Franz Peter Glutz von Blotzheim
Alois Franz Peter Glutz von Blotzheim (auch Aloys Glutz; * 2. April 1789 in Olten; † 6. September 1827 in Schwyz) war ein Schweizer Komponist und fahrender Sänger.

## Leben und Werk
Alois Glutz’ Vater, Bernhard Josef Malachias, war der Stadtschreiber von Olten. 1792 zog die Familie von Olten nach Solothurn, wo der Vater das Amt eines Seckelschreibers zugeteilt bekam. Der damals blinde dreijährige Glutz hatte acht Geschwister, wovon drei im Kleinkinderalter starben.
Die Eltern, im Bewusstsein, dass ihr Sohn die beste Ausbildung erhalten musste, damit er trotz seiner Blindheit das Leben bestehen konnte, liessen ihn auch sprachlich und musikalisch schulen. So spielte Glutz Gitarre, Klavier und Flöte. Auf dem Klavier spielte er Werke von Mozart, Haydn und Beethoven, die seine Musiklehrer Traugott Pfeiffer und später Carlo Zaneboni mit ihm einübten. Mit zwölf Jahren sprach Glutz Französisch und Spanisch und war auf dem besten Weg, den Beruf zu erlernen, den sein Vater für seinen Sohn ausgedacht hatte, nämlich Dolmetscher.
Als 1803 seine Mutter und 1811 sein Vater verstarb, kam Glutz unter Vormundschaft seines Bruders Franz. Da er je länger, je mehr die familiäre Unterstützung verlor – sie versuchten vergebens einen Platz für ihn in der Zürcherischen Blindenanstalt zu erhalten –, suchten seine Geschwister einen Begleiter für ihn, der im jungen Ludwig Rotschi gefunden wurde. Zusammen wanderten Glutz und Rotschi über das Land, sangen und musizierten zu verschiedenen Anlässen an verschiedenen Orten. Rotschi notierte die von Glutz getexteten und vertonten Lieder und unterstützte den sehbehinderten Komponisten bei deren Publikation. Im Solothurner Dialekt trugen sie die von Glutz verfassten und vertonten Lieder vor, die in der Nachfolge von Mundartdichtern wie Gottlieb Jakob Kuhn, Johann Rudolf Wyss oder Johann Peter Hebel stehen.
Durch den Tod seiner Eltern erbte Glutz ein beträchtliches Vermögen, mit dem er in den Hungerjahren 1816/17 Nahrungsmittel einkaufen konnte, die er an die Armen austeilen liess. Sein Begleiter Rotschi trat später in die Klosterschule Marienstein ein und wurde als Musiklehrer am Kollegium und Musikdirektor sowie Gründer der Liedertafel Solothurn bekannt. Im Jahr 1918 plante der Solothurner Komponist Edmund Wyss eine erste systematische Erfassung von Glutz’ Musikwerken, die er «zu den besten volkstümlichen Liedern, die die Schweiz hervorgebracht hat» zählte. Sein Vorhaben, eine umfassende Alois-Glutz-Monographie herauszugeben, konnte er nicht mehr verwirklichen.
Mit seinem neuen Begleiter Franz Ludwig Suter spielte Glutz oft wochenlang am selben Ort. Ihre Konzerte, die sie auch mit anderen Musikern spielten, erfreuten sich grosser Beliebtheit. Da Suter 1822 in Solothurn in den Franziskanerorden eintrat, musste Glutz sich nach einem anderen Begleiter umsehen, den er in seinem Vetter Alexander Zeltner fand. Nach zwei Jahren Wanderschaft, durch die französische Schweiz bis ins Wallis, verstarb Zeltner. Daraufhin zog Glutz nach Aarau, wo er Unterschlupf bei der Witwe seines ehemaligen Gesanglehrers Zaneboni und in Traugott Pfeiffer einen einfühlsamen Mentor fand.
In Aarau verkehrten bekannte Musiker wie der Komponist und Verleger Hans Georg Nägeli aus Zürich und der junge Theodor Fröhlich. Viele von Glutz’ Liedern, die in dieser Zeit entstanden, wurden in die von Nägeli verlegte «Sammlung der Volkslieder» aufgenommen. Von Glutz sind 33 Lieder bekannt, 21 davon in Hochdeutsch und 12 in Solothurner Dialekt, 30 kammermusikähnliche Tonwerke, überwiegend Duos mit Flöte und Gitarre, sowie solistisch angelegte Kompositionen für das Pianoforte, darunter sechs «Ländler-Täntz», wie er es selbst umschrieb.
Alois Glutz verstarb 1827 in Schwyz. Sein Grab pflegte über Jahre Bethli Fröhlicher († 1863), eine Kinder- und Jugendfreundin aus Solothurn, deren Namen Glutz in vielen Liedern erwähnte. Ludwig Rotschi wurde Glutz’ Nachlassverwalter. Einige von Glutz’ Liedern, u. a. Morge früeh, eh d’Sunne lacht, leben in schweizerischen Schulgesangbüchern weiter.
2018 erschien ein dreibändiges Werk, in dem alle bisher entdeckten Lieder und die Instrumentalmusik von Glutz vereint sind. Verena Bider, die ehemalige Direktorin der Zentralbibliothek Solothurn, regte die Bestandesaufnahme der Lieder und Instrumentalwerke an. Die Ausgabe ist die bisher erste umfassende Monographie über Glutz’ Werk. Die vorliegende Neuausgabe weist zudem auf fehlende Stimmen und Werke hin und kann als fortgeschrittene Vorarbeit zu einer künftigen Gesamtausgabe bezeichnet werden.